# Convención nominadora del presidente de Estados Unidos
Cada cuatro años se lleva a cabo una convención de nominación presidencial en los Estados Unidos por la mayoría de los partidos políticos para las siguientes elecciones presidenciales de EE. UU.
El propósito formal de dicha convención es seleccionar el candidato del partido a la presidencia, así como para adoptar una declaración de principios y objetivos del partido conocido como la plataforma de partido, y adoptar las reglas para las actividades del partido, incluyendo el proceso de nominación presidencial para las elecciones presidenciales posteriores. Debido a los cambios en las leyes electorales, el calendario de elecciones primarias, y la forma en que se ejecutan las campañas políticas, las convenciones desde la segunda mitad del siglo XX han abdicado prácticamente sus funciones originales, y son hoy asuntos raramente ceremoniales.
Normalmente el uso de las palabras " convención de nominación presidencial " se refiere a los eventos cuatrienales de los dos partidos principales: la Convención Nacional Demócrata y la Convención Nacional Republicana. Algunos partidos minoritarios también seleccionan a sus candidatos por convención, incluyendo el Partido Verde, el Partido Socialista EE. UU., Partido Libertario, Partido de la Constitución, y Reformistas EE. UU..